# Чериш
„Чериш“ (на английски: Cherish) е американска музикална група, съставена изцяло от жени. В състава ѝ влизат сестрите Фара Кинг, Неоша Кинг и близначките Фелиша Кинг и Фалон Кинг.

## История

### The Moment (2003 – 2004)
През лятото на 2003 излиза дебютният им сингъл „Miss P.“. През същата година по план на пазара трябва да се появи дебютният им албум „The Moment“, но той не е издаден. През 2003 илизат 3 нови песни, които са част от саундтрака „Powerpuff Girls Power Pop Soundtrack“.

### Unappreciated (2005 – 2007)
През 2005 групата работи по записи за официалния си дебютен албум. През март излиза сингълът „Do It to It“ който достига 12-о място в САЩ. През лятото на 2006 излиза официалният им дебютен студиен албум „Unappreciated“ и достига до 4-то място в САЩ. През същата година излиза и песента „Unappreciated“.

### The Truth (2007 – 2010)
През есента на 2007 излиза песента „Killa“ която се превръща в хит. През април 2008 излиза сингълът „Amnesia“, а месец след издаването на втория сингъл от албума излиза и вторият студиен албум „The Truth“, след което групата излиза в почивка.

### Трети студиен албум (2011 – )
На 10 май 2011 е съобщено, че се завръщат на сцената с третия албум, който се очаква да излезе 2013, но не се появява. След 4-годишна пауза се групата се завръща, но без Фара и Неоша и издават синглите „One Time“, „Self Destruction“ и „Last Man on Earth“.

## Дискография

### Студийни албуми
- „The Moment“ (неиздаден) (2003)
- „Unappreciated“ (2006)
- „The Truth“ (2008)

### Сингли
- „Miss P.“ (2003)
- „Do It to It“ (2006)
- „Unappreciated“ (2006)
- „Killa“ (2007)
- „Amnesia“ (2008)
- „Going in Circles“ (2013)
- „One Time“ (2017)
- „Self Destruction“ (2017)
- „Last Man on Earth“ (2017)

## Видеоклипове
| Видеоклип        | Премиера | Албум         |
| ---------------- | -------- | ------------- |
| Miss P.          | 2003     | -             |
| Do it to it      | 2006     | Unappreciated |
| Unappreciated    | 2006     | Unappreciated |
| Killa            | 2007     | The truth     |
| Amnesia          | 2008     | The truth     |
| Going in circles | 2013     | -             |